# Bodo Wiegand (Autor)
Bodo Wiegand (* 19. Januar 1954 in Wuppertal) ist ein deutscher Autor von Wirtschaftsbüchern und Lehrwerken zum Thema Lean Management und Lean Administration. 

## Leben
Bodo Wiegand hat in Ingenieurwissenschaften promoviert und ist Diplom-Kaufmann. Er ist Gründer und Geschäftsführer der LMI Lean Management Institut GmbH in Meerbusch.
Wiegand veröffentlichte seit 2000 Bücher und Fachbeiträge zu Lean Administration, Lean Production und Business On Demand.
Als Autor des Blogs Wiegands Warte nimmt er seit 2008 Stellung zum Wirtschaftsgeschehen, zur Unternehmenspraxis und zur Industrie 4.0. 2022 erschien sein Buch Kostenrechnung 2.0, in dem er ein neues Kostenrechnungsmodell entwickelt für einen veränderten Käufermarkt, der vom Business On Demand bestimmt wird. Das Lean Cost Management berücksichtigt vor allem Verfügbarkeit, Individualität und Qualität bei angemessenen Kosten als wichtigste Wettbewerbsfaktoren und unterscheidet sich so von klassischen Kostenrechnungsmodellen.
Neben Sach- und Fachbüchern veröffentlicht Bodo Wiegand Lehrwerke zu Lean Management und Lean Administration.

## Werke

### Sach- und Fachbücher
- Kostenrechnung 2.0. Mit Lean Cost Management Lean Potenziale richtig ausweisen, Springer Gabler 2022, ISBN 978-3-658-38217-9
- Der Weg aus der Digitalisierungsfalle: mit Lean Management erfolgreich in die Industrie 4.0, Springer Gabler 2018, ISBN 978-3-658-16510-9
- Wirtschaftsunternehmen Stadt, Wiley 2003, ISBN 978-3-527-50075-8
- Das Toaster-Duell, Econ 2003, ISBN 978-3-430-19656-7
- Zukunftsmarkt Business on Demand, Econ 2000, ISBN 978-3-430-19655-0

### Artikel in Sammelbänden (Auswahl)
- Der Controller als Lean Manager. In: Krings, Ulrich (Hrsg.): Controlling als Inhouse-Consulting, Springer Gabler 2012, ISBN 978-3-8349-3757-5

### Lehrwerke (Auswahl)
- Gehen lernen: der Stoff, aus dem erfolgreiche Lean-Manager gemacht sind. Lean Management Institut 2015, ISBN 978-3-00-051493-7.
- Lean Maintenance System. Instandhaltungszeit Null, volle Wertschöpfung. Workbook, zus. mit Ralf Langmaack und Thomas Baumgarten, ISBN 978-3-9809521-3-2.
- Lean Administration II: So managen Sie Geschäftsprozesse richtig. Workbook, zus. mit Katja Pöhls, LMI Forum 2010. ISBN 978-3-9809521-8-7.
- Lean Administration I: So werden Geschäftsprozesse transparent. Schritt 1: Die Analyse. Workbook, zus. mit Philip Franck, LMI Forum 2004. ISBN 978-3-9809521-0-1.